# Anastazy Cywiński
Anastazy Bernard Cywiński (ur. 15 kwietnia 1824 w Nakle nad Notecią  – zm. 10 września 1871 w Ostrowie) – polski poeta, działacz narodowy, pedagog, z wykształcenia slawista i historyk.

## Życiorys
Uczeń Gimnazjum w Trzemesznie i gimnazjum w Chojnicach. W latach 1844–1850 studiował na Uniwersytecie Wrocławskim slawistykę i historię. W tym czasie współpracował z radykalnym Tygodnikiem Literackim. Podczas Wiosny Ludów w 1848 roku należał do Polskiego Komitetu we Wrocławiu. W latach 1850–1855 pracował, początkowo jako stażysta, w gimnazjum w Lesznie.
Od 1855 roku do śmierci w roku 1871 pracował w Królewskim Katolickim Gimnazjum w Ostrowie. W 1865 roku otrzymał tytuł Oberlehrer (Starszy Nauczyciel). Publikował w tym okresie wiersze na łamach Biblioteki Warszawskiej i Tygodnika Literackiego. Podczas powstania styczniowego organizował w swoim mieszkaniu zebrania tajnego Komitetu Polskiego, w którego skład wchodzili uczniowie najstarszych klas ostrowskiego gimnazjum. Uchodził za najpopularniejszego wśród młodzieży nauczyciela.
Po śmierci pochowany został na Starym Cmentarzu w Ostrowie. Jego nagrobek został w 1939 roku odnowiony staraniem uczniów i profesorów gimnazjum. W latach '90 uhonorowany został w Ostrowie ulicą jego imienia.

## Wybrane publikacje
- Enteilung und Paradigmen der altslovenischen nominalen Deklination nach Franz Miklosichs Formenlehre der altslovenischen Sprache (1870).
- Mowy pogrzebowej Peryklesa, kilku wstępnemi uwagami poprzedzony przekład A. Cywińskiego (1861)